# Сельское поселение Мегорское

В 2013 году к Мегорскому СП было присоединено Коштугское

Сельское поселение Мегорское — упразднённое сельское поселение в составе Вытегорского района Вологодской области.
Центр — село Мегра, расположенное в 40 км от районного и в 370 км от областного центра.

## География
Расположено в юго-западной части района. Граничит:
- на западе с Оштинским сельским поселением,
- на северо-западе с Онежским озером,
- на востоке с Казаковским и Анхимовским сельскими поселениями,
- на юге с Пяжозерским и Вепсским национальным сельскими поселениями Бабаевского района.

По территории сельского поселения проходит автодорога Р37 Вытегра — Лодейное поле.
Село Мегра расположено на берегах реки Мегры, которая впадает в Онежское озеро. В 5 км от села находится Мегорское озеро. Название «Мегра» — Барсучья Река, упоминалось XVI веке.
По территории сельского поселения протекают притоки Мегры Педажрека, Лема (на её берегу расположена деревня Лема).

## История
В 1999 году был утверждён список населённых пунктов Вологодской области. Согласно этому списку существовали сельсоветы:
- Мегорский (ОКАТО 19 222 840): 11 населённых пунктов, центр — деревня Ушакова,
- Коштугский (ОКАТО 19 222 832): 20 населённых пунктов, центр — деревня Марковская[2].

6 июня 2001 года были объединены:
- деревни Железная Горка, Мегорский Погост и Ушакова Мегорского сельсовета — в село Мегра, которое стало центром сельсовета
- деревни Марковская, Алексеевская, Васюковская, Дудниковская, Захарьевская, Иевлевская-2, Лукинская, Люговская, Мининская и Павловская Коштугского сельсовета в село Коштуги, которое стало центром сельсовета;
- деревни Антоновская, Никоновская, Павловская, Федьковская и Якушевская Коштугского сельсовета в деревню Сяргозеро;
- деревни Пустошь-Манойловская, Пустошь-Якушевская и Чикова Гора Коштугского сельсовета в деревню Пустошь[3].

1 января 2006 года в соответствии с Федеральным законом № 131 «Об общих принципах организации местного самоуправления в Российской Федерации» образованы сельсоке поселение Мегорское и сельское поселение Коштугское, в состав которых вошли одноимённые сельсоветы.
Законом Вологодской области от 30 мая 2013 года № 3058-ОЗ сельское поселение Коштугское присоединено к сельскому поселению Мегорское.
Законом Вологодской области от 2 ноября 2016 года № 4042-ОЗ были преобразованы, путём их объединения сельские поселения Мегорское, Казаковское и Оштинское — в сельское поселение Оштинское с административным центром в селе Мегра.

## Экономика
Основной сферой экономики территории были сельскохозяйственное производство и лесозаготовки. Сейчас сельскохозяйственных предприятий на территории сельского поселения нет. Работают лесозаготовительные предприятия, лесничество, Часовенский монтерский участок Вытегорского РЭС, Вологодский филиал ОАО «Северо-Западный телеком», Понизовский хлебозавод, Мегорская средняя общеобразовательная школа, Мегорский и Понизовский детские сады, Мегорский, Понизовский, Васюковский фельдшерско-акушерские пункты, Дом культуры, библиотека, отделение связи, филиал Сбербанка, магазины.

## Население
| 2011 | 2012 | 2013 | 2014  | 2015  | 2016 |
| ---- | ---- | ---- | ----- | ----- | ---- |
| 901  | ↘863 | ↘847 | ↗1050 | ↘1016 | ↘973 |

По данным переписи 2010 года население Мегорского сельского поселения составляло 906 человек, Коштугского — 239 человек, оценка на 1 января 2012 года — 863 человека и 238 человек соответственно.

## Населённые пункты
В состав сельского поселения входят 9 населённых пунктов, в том числе
7 деревень,
1 посёлок,
1 село.
| Населённый пункт            | ОКАТО          | Рег. номер | Расстояние до районного центра, км | Расстояние до центра поселения, км | Индекс | Координаты                      |
| --------------------------- | -------------- | ---------- | ---------------------------------- | ---------------------------------- | ------ | ------------------------------- |
| деревня Быково              | 19 222 840 002 | 3039       | 37                                 | 5                                  | 162914 | 60°53′22″ с. ш. 35°59′47″ в. д. |
| посёлок Васюковские Острова | 19 222 840 003 | 3040       | 47                                 | 9                                  | 162914 | 60°48′12″ с. ш. 35°58′21″ в. д. |
| деревня Верхнее Понизовье   | 19 222 840 004 | 3041       | 34                                 | 4                                  | 162914 | 60°53′40″ с. ш. 36°02′35″ в. д. |
| деревня Верховье            | 19 222 840 005 | 3042       | 41                                 | 3                                  | 162914 | 60°50′36″ с. ш. 35°58′40″ в. д. |
| деревня Голяши              | 19 222 832 005 | 3004       | 71                                 |                                    | 162915 | 60°37′15″ с. ш. 36°02′54″ в. д. |
| деревня Гора                | 19 222 840 006 | 3043       | 39                                 | 1                                  | 162914 | 60°51′40″ с. ш. 36°00′57″ в. д. |
| село Коштуги                | 19 222 832 001 | 8286       | 62                                 |                                    | 162915 | 60°41′48″ с. ш. 35°59′38″ в. д. |
| деревня Ларшина             | 19 222 840 008 | 3045       | 40                                 | 2                                  | 162914 | 60°51′06″ с. ш. 35°58′51″ в. д. |
| деревня Лема                | 19 222 840 011 | 3048       | 41                                 | 3                                  | 162914 | 60°50′34″ с. ш. 36°00′51″ в. д. |
| село Мегра                  | 19 222 840 001 | 8292       | 38                                 | 0                                  | 162914 | 60°52′02″ с. ш. 36°00′04″ в. д. |
| посёлок Межозерье           | 19 222 832 011 | 3010       | 80                                 |                                    | 162916 | 60°33′32″ с. ш. 36°01′05″ в. д. |
| деревня Нижнее Понизовье    | 19 222 840 010 | 3046       | 35                                 | 5                                  | 162914 | 60°53′42″ с. ш. 36°01′11″ в. д. |
| деревня Пустошь             | 19 222 832 022 | 8288       | 65                                 |                                    | 162915 |                                 |
| деревня Сяргозеро           | 19 222 832 021 | 8287       | 87                                 |                                    | 162911 | 60°30′29″ с. ш. 36°00′40″ в. д. |

Упразднённые населёные пункты:
| Населённый пункт             | ОКАТО          | Рег. номер | Расстояние до районного центра, км | Расстояние до центра поселения, км | Индекс | Координаты                      | Комментарий                           |
| ---------------------------- | -------------- | ---------- | ---------------------------------- | ---------------------------------- | ------ | ------------------------------- | ------------------------------------- |
| деревня Алексеевская         | 19 222 832 002 | 3001       | 62,5                               |                                    | 162915 |                                 | Вошла в состав с. Коштуги 6.06.2001   |
| деревня Антоновская          | 19 222 832 003 | 3002       | 87                                 |                                    | 162915 |                                 | Вошла в состав д. Сяргозеро 6.06.2001 |
| деревня Васюковская          | 19 222 832 004 | 3003       | 62,5                               |                                    | 162915 | 60°42′07″ с. ш. 36°00′11″ в. д. | Вошла в состав с. Коштуги 6.06.2001   |
| деревня Дудниковская         | 19 222 832 006 | 3005       | 63                                 |                                    | 162915 |                                 | Вошла в состав с. Коштуги 6.06.2001   |
| деревня Железная Горка       | 19 222 840 007 | 3044       | 39                                 | 1                                  | 162914 |                                 | Вошла в состав с. Мегра 6.06.2001     |
| деревня Захарьевская         | 19 222 832 007 | 3006       | 62,5                               |                                    | 162915 |                                 | Вошла в состав с. Коштуги 6.06.2001   |
| деревня Иевлевская-2         | 19 222 832 008 | 3007       | 65                                 |                                    | 162915 |                                 | Вошла в состав с. Коштуги 6.06.2001   |
| деревня Лукинская            | 19 222 832 009 | 3008       | 63,5                               |                                    | 162915 | 60°41′30″ с. ш. 35°58′53″ в. д. | Вошла в состав с. Коштуги 6.06.2001   |
| деревня Люговская            | 19 222 832 010 | 3009       | 63                                 |                                    | 162963 | 60°42′27″ с. ш. 35°59′44″ в. д. | Вошла в состав с. Коштуги 6.06.2001   |
| деревня Марковская           | 19 222 832 001 | 3000       | 62                                 |                                    | 162915 | 60°41′48″ с. ш. 35°59′38″ в. д. | Вошла в состав с. Коштуги 6.06.2001   |
| деревня Мегорский Погост     | 19 222 840 009 | 3047       | 38                                 | 1                                  | 162914 |                                 | Вошла в состав с. Мегра 6.06.2001     |
| деревня Мининская            | 19 222 832 012 | 3011       | 63                                 |                                    | 162915 |                                 | Вошла в состав с. Коштуги 6.06.2001   |
| деревня Никоновская          | 19 222 832 013 | 3012       | 87                                 |                                    | 162915 |                                 | Вошла в состав д. Сяргозеро 6.06.2001 |
| деревня Павловская           | 19 222 832 014 | 3013       | 65                                 |                                    | 162915 |                                 | Вошла в состав с. Коштуги 6.06.2001   |
| деревня Павловская           | 19 222 832 015 | 3014       | 87                                 |                                    | 162915 |                                 | Вошла в состав д. Сяргозеро 6.06.2001 |
| деревня Пустошь-Манойловская | 19 222 832 016 | 3015       | 65                                 |                                    | 162915 |                                 | Вошла в состав д. Пустошь 6.06.2001   |
| деревня Пустошь-Якушевская   | 19 222 832 017 | 3016       | 65                                 |                                    | 162915 |                                 | Вошла в состав д. Пустошь 6.06.2001   |
| деревня Федьковская          | 19 222 832 018 | 3017       | 87                                 |                                    | 162915 | 60°30′16″ с. ш. 36°00′38″ в. д. | Вошла в состав д. Сяргозеро 6.06.2001 |
| деревня Ушакова              | 19 222 840 001 | 3038       | 38                                 |                                    | 162914 |                                 | Вошла в состав с. Мегра 6.06.2001     |
| деревня Чикова Гора          | 19 222 832 019 | 3018       | 65                                 |                                    | 162915 | 60°40′29″ с. ш. 36°01′50″ в. д. | Вошла в состав д. Пустошь 6.06.2001   |
| деревня Якушевская           | 19 222 832 020 | 3019       | 87                                 |                                    | 162915 | 60°30′37″ с. ш. 36°00′59″ в. д. | Вошла в состав д. Сяргозеро 6.06.2001 |